# Tanque de Betesda

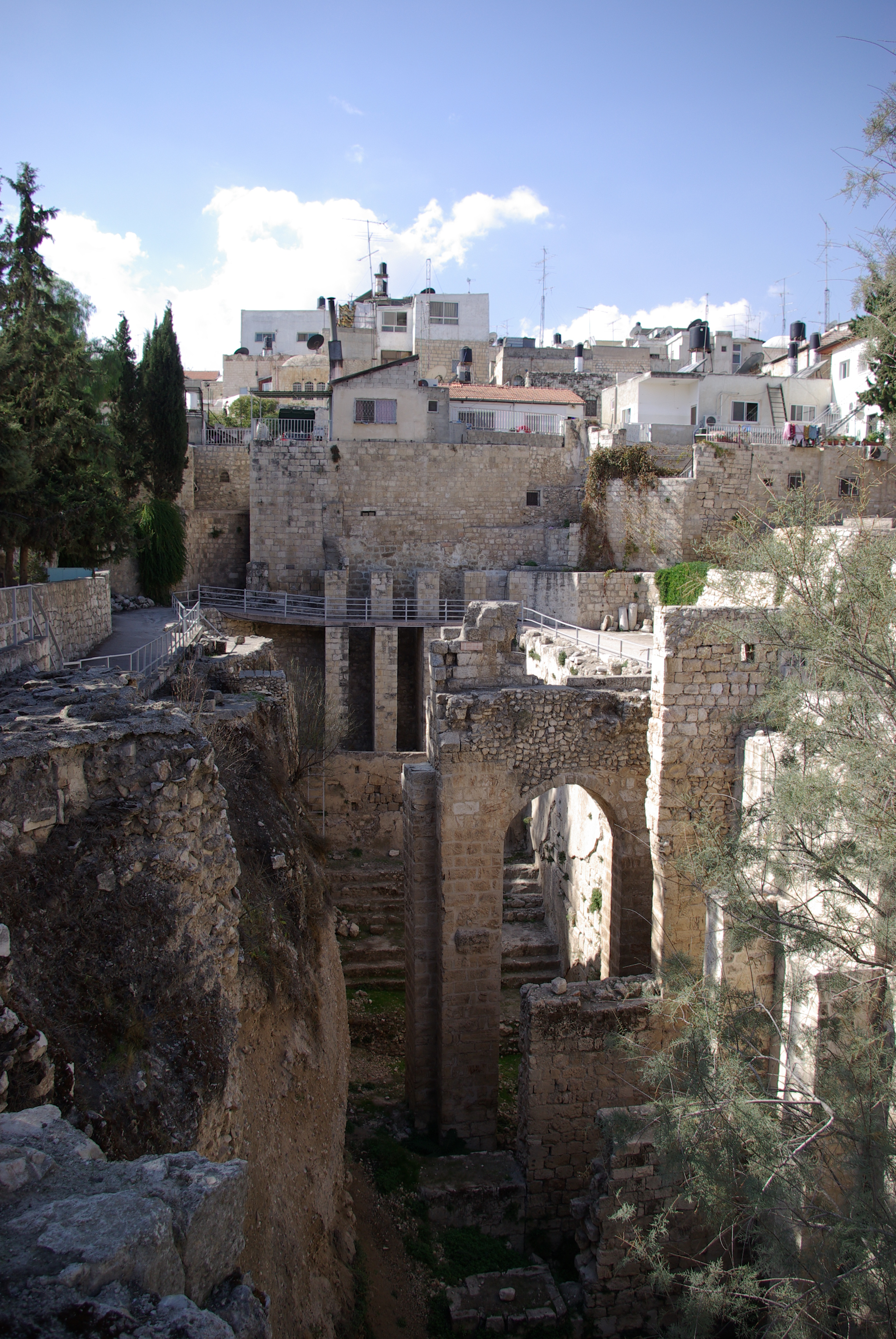
Tanque de Betesda

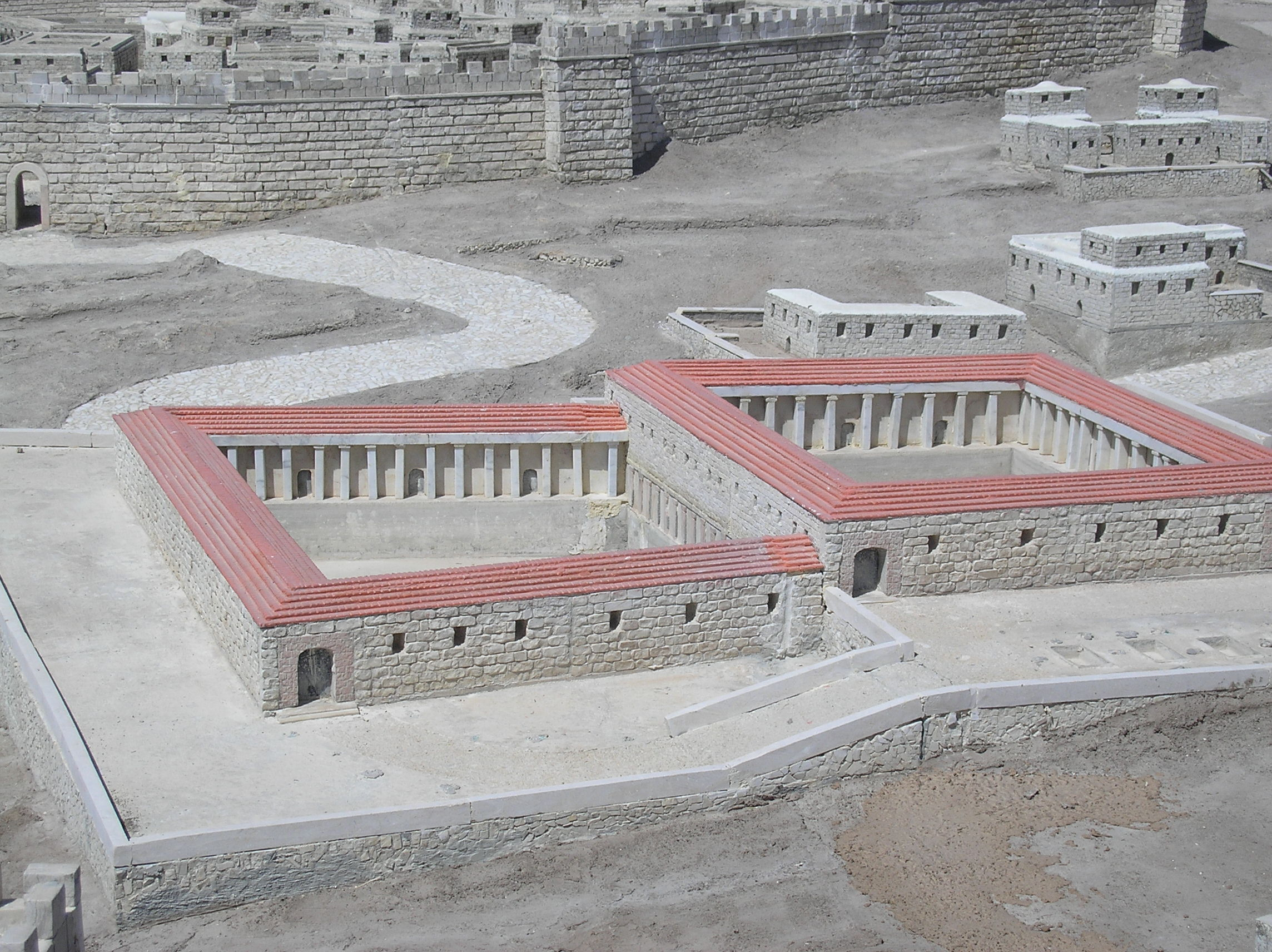
Os tanques. Jerusalém no período do Segundo Templo - Um modelo no Museu de Israel

O tanque de Betesda (em hebraico: בית חסדא) é um local referido na Bíblia, mencionado somente no Novo Testamento. Alguns manuscritos antigos utilizam a designação Betsata, "casa das azeitonas", para se referirem a este reservatório de água. Nos tempos bíblicos, este local havia sido transformado num grande centro de peregrinação para pessoas que pretendiam obter cura através dos alegados poderes curativos das suas águas. Talvez essa condição possa explicar o porquê da designação Betesda, "casa de misericórdia". É possível que essa seja uma designação popular para o lugar que oficialmente se chamava Betzada, visto que esse último nome possui maior comprovação histórico-textual.
Este reservatório ou tanque ficava perto da Porta das Ovelhas, na zona Norte de Jerusalém. Ao redor deste tanque existiam cinco alpendres ou colunatas onde muitos doentes, bem como cegos e coxos, se juntavam aguardando que as águas consideradas milagrosas se agitassem. Segundo o texto de (João 5:4), a agitação das águas era provocada por um anjo de Deus, sendo que o primeiro doente que entrasse na água ficaria milagrosamente curado. A interpretação desse verso é alvo de debate entre os biblistas, visto que nos manuscritos gregos mais antigos ele não aparece. Alguns intérpretes concluem que talvez esse verso seja uma nota explicativa adicionada posteriormente. Mesmo que essa nota tenha sido produzida pelo próprio autor do quarto Evangelho, não é possível determinar se ela simplesmente descreve uma crença popular da época ou menciona um fato real (a condição de que um anjo realmente agitava as águas do tanque). Por esse motivo algumas traduções bíblicas destacam de forma especial esse verso.
Segundo o relato bíblico, ali aconteceu um dos milagres de Jesus, a cura do paralítico, um dos seus mais extraordinários milagres.
O local é atualmente identificado como um reservatório duplo, com uma área geral de cerca de 46 X 92 m, encontrado durante reparações e subsequentes escavações da Basílica de Santa Ana em 1888, no bairro de Bezeta, em Jerusalém, próximo da Porta das Ovelhas e da Fortaleza Antônia.
Existia evidência de colunatas, e de um afresco desbotado, que representava um anjo agitando as águas, embora a pintura talvez fosse uma adição posterior. O local parece ajustar-se à descrição bíblica.